# Lenguas igboides
Las lenguas igboides constituyen un grupo filogenético dentro de las lenguas Volta-Níger formado por el ekpeye y las lenguas igbo. Todas estas lenguas se hablan en el área meridional de Nigeria central comprendida entre el río Níger y el río Benue.

## Clasificación
Las lenguas igboides constan se dividen en dos grupos:
- El ekpeye formado por una sola lengua del mismo nombre.
- El igbo-izi (o simplemente igbo) que incluye al igbo propiamente dicho, al ikwerre, al ika, al izi (Izi–Ezaa–Ikwo–Mgbo), al ogba y al ukwuani (ukwuani-aboh-ndoni), de Nigeria meridional.

Williamson y Blench concluyen que las lenguas del grupo igbo forman un continuo geolectal donde se da una amplia inteligibilidad mutua

## Comparación léxica
Los numerales para diferentes lenguas igboides son:
| GLOSA | Igbo-Izi     | Igbo-Izi | Igbo-Izi | Ekpeye            | PROTO- IGBOIDE      |
| GLOSA | Igbo         | Ikwere   | Izi-Ikwo | Ekpeye            | PROTO- IGBOIDE      |
| ----- | ------------ | -------- | -------- | ----------------- | ------------------- |
| '1'   | otù          | ótù      | nánʊ́     | nwʊ̀nɛ́ ŋìnɛ́        | *-nu ~ *o-tu        |
| '2'   | àbʊ̀ɔ́         | ɛ̀bɔ̀      | ɛ̀bɔ́      | ɓɨ̂bɔ́              | *e-bɔ               |
| '3'   | tɔ ~ àtɔ     | ɛ̀tɔ́      | ɛ̀tɔ́      | ɓɨ́tɔ́              | *e-tɔ               |
| '4'   | (ǹ)nɔ ~ ànɔ  | ɛ̀nɔ̂      | ɛ̀nɔ́      | ɓɨ́nɔ̂              | *-nɔ                |
| '5'   | se~ ìse      | ìsẽ̂      | ìsé      | ɓísê              | *i-se (<*i-sa)      |
| '6'   | ʃìː ~ ìʃìː   | ìsínù    | ìʃi̋̀ː     | ɓísû              | *i-sinu (<*i-sa-nu) |
| '7'   | sàː ~ àsàː   | ɛ̀sâ      | ɛ̀sa̋̀ː     | ɓɨ́sábɔ̀            | *e-sa-bɔ            |
| '8'   | satɔ̄ ~ àsatɔ̄ | ɛ̀sátɔ́    | ɛ̀sátɔ́    | ɓɨ́sátɔ́            | *e-sa-tɔ            |
| '9'   | totū ~ ìtolū | tólú     | tèté     | ɓɨ́sánɔ̂/ nàzáma ɗi | ?                   |
| '10'  | ìri          | ǹrí      | ìrí      | ɗì                | *i-ɗi               |